# 葛恩
| 星艦奇航記中主要的种族与势力            |
| --------------------------------------- |
| 星際聯邦 · 人类 · 瓦肯人 · 安多利人     |
| 貝塔索人 · 波利安人 · 德诺布拉人        |
| 罗慕伦人 · 克林贡人 ·巴库人 · 索利安人  |
| 葛恩人 · 佛瑞吉人 · 博格人 · 卡松人     |
| 卡达西人 · 贝久人 · 楚尔人 · 希罗吉恩人 |
| 自治同盟 · 布林人 · 新地人 · 8472种族   |

葛恩人（英語：Gorn）是《星际旅行》虚构宇宙中的一个虚构种族，他们是具有爬蟲類特徵的直立生物。首次出現於原初電視劇系列「Arena」一集，一艘葛恩船舰的舰长曾与聯邦星艦企業號 (NCC-1701)的舰长詹姆斯·寇克决斗。葛恩人對地球人類抱有敵意，敵意可能源於外來者對領土殖民權原因。雖然葛恩人只出現過一集，但其醒目的外型令人印象深刻；其後主要出現於《星艦前傳》。在星際爭霸戰奇異新世界第9集中得知葛恩人的身體構造能夠讓牠們隱形並避開所有感應器,牠們是以寄生宿主來繁殖，牠們的寄生成熟周期取決於宿主。